# Charles Sergent
Charles Sergent, né à Paris le 2 mars 1869 et mort  à Saint-Saëns le 29 octobre 1949, est un banquier et homme politique français.

## Biographie
Inspecteur des finances, il est directeur du Mouvement général des Fonds de 1909 à 1911, puis sous-gouverneur de la Banque de France de 1911 à 1917.
Il est sous-secrétaire d'État aux Finances du 17 novembre 1917 au 19 janvier 1920 dans le Gouvernement Georges Clemenceau (2).
Il devient président du conseil d'administration de la Banque de l'Union parisienne à partir de 1920, ainsi que censeur de la Banque d'État du Maroc.